# Josephine Baker

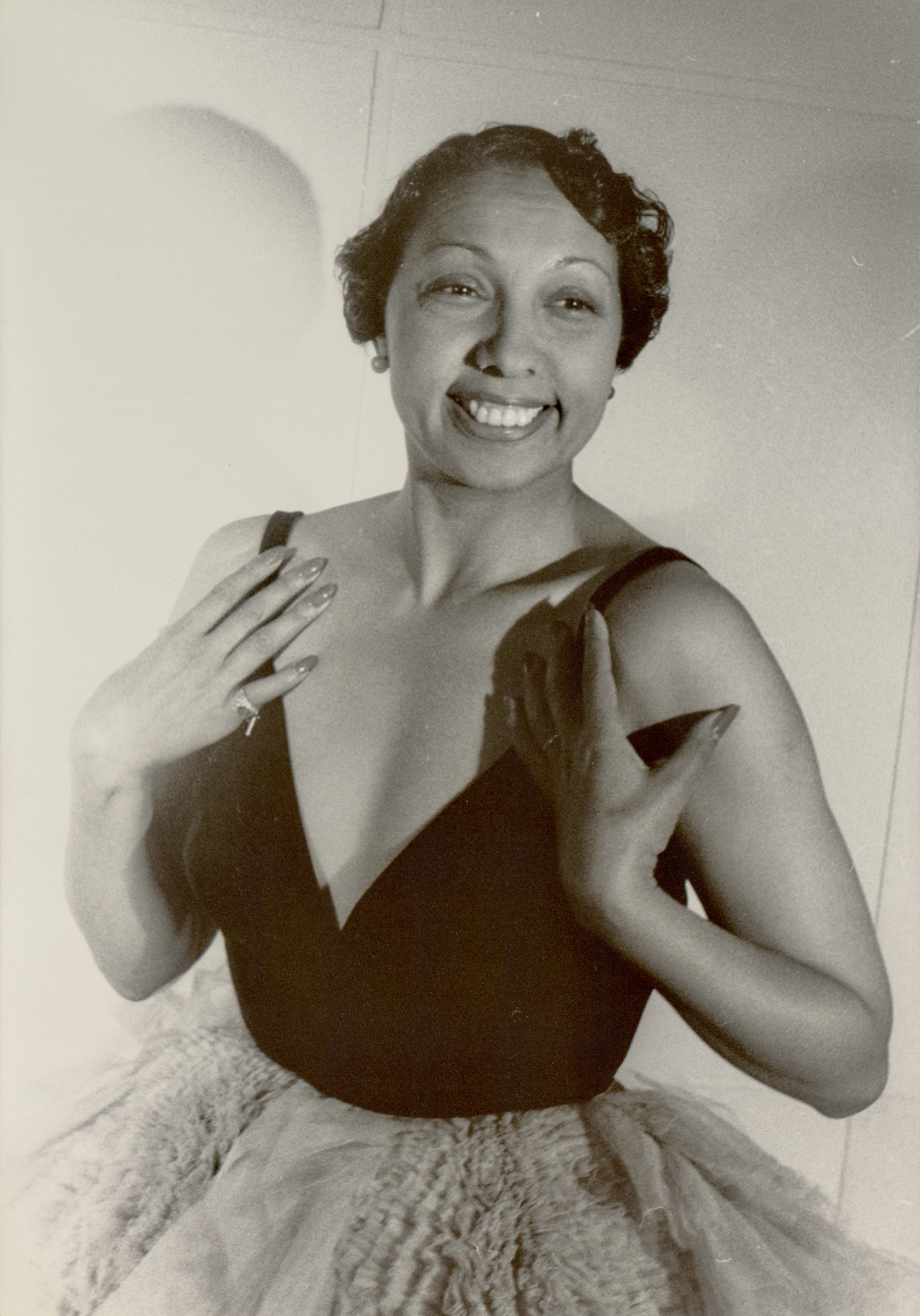
Josephine Baker, 1949.
Fotograf: Carl van Vechten

Jean Chassaing (1905–1938): Josephine Baker, 1931, 160 × 108 cm

Josephine Baker (gebürtig Freda Josephine McDonald; * 3. Juni 1906 in St. Louis, Missouri; † 12. April 1975 in Paris) war eine Tänzerin, Sängerin und Schauspielerin. 1937 nahm die gebürtige US-Amerikanerin die französische Staatsbürgerschaft an. Im Zweiten Weltkrieg gehörte sie der Résistance und den Streitkräften des Freien Frankreich an.

## Leben
Josephine Baker wurde als uneheliche Tochter der Waschfrau Carrie McDonald und des jüdischen Schlagzeugers Eddie Carson in St. Louis, Missouri, geboren. Sie wuchs in ärmlichen Verhältnissen auf. Von ihrer Mutter wurde sie Tumpie genannt, eine Abwandlung von Humpty Dumpty. 1907 verließ ihr Vater die Familie, und ihr Bruder Richard wurde geboren. Die Mutter heiratete 1911 einen Arthur Martin, und Josephine bekam zwei Halbgeschwister aus dieser Ehe. Sie und ihr Bruder Richard wurden von ihrem Stiefvater adoptiert. Am 2. Juli 1917 erlebte Baker ein Pogrom in East St. Louis mit, bei dem nach unterschiedlichen Berichten bis zu hundert Menschen, vornehmlich Afroamerikaner, ermordet wurden. Dieses Erlebnis prägte sie so stark, dass sie später zu einer engagierten Kämpferin gegen Rassismus wurde.
Im Alter von 13 Jahren wurde sie von ihrer Mutter mit dem um viele Jahre älteren Willie Wells verheiratet. Im selben Jahr hatte sie ihre ersten Auftritte als Komparsin im Booker Washington Theatre in St. Louis. Die Ehe mit Wells hielt nur einige Wochen. 1921 heiratete sie den Zugbegleiter Willie Baker. Sie verließ ihn 1925, behielt den Namen Baker aber zeitlebens.

### Karrierebeginn in den USA

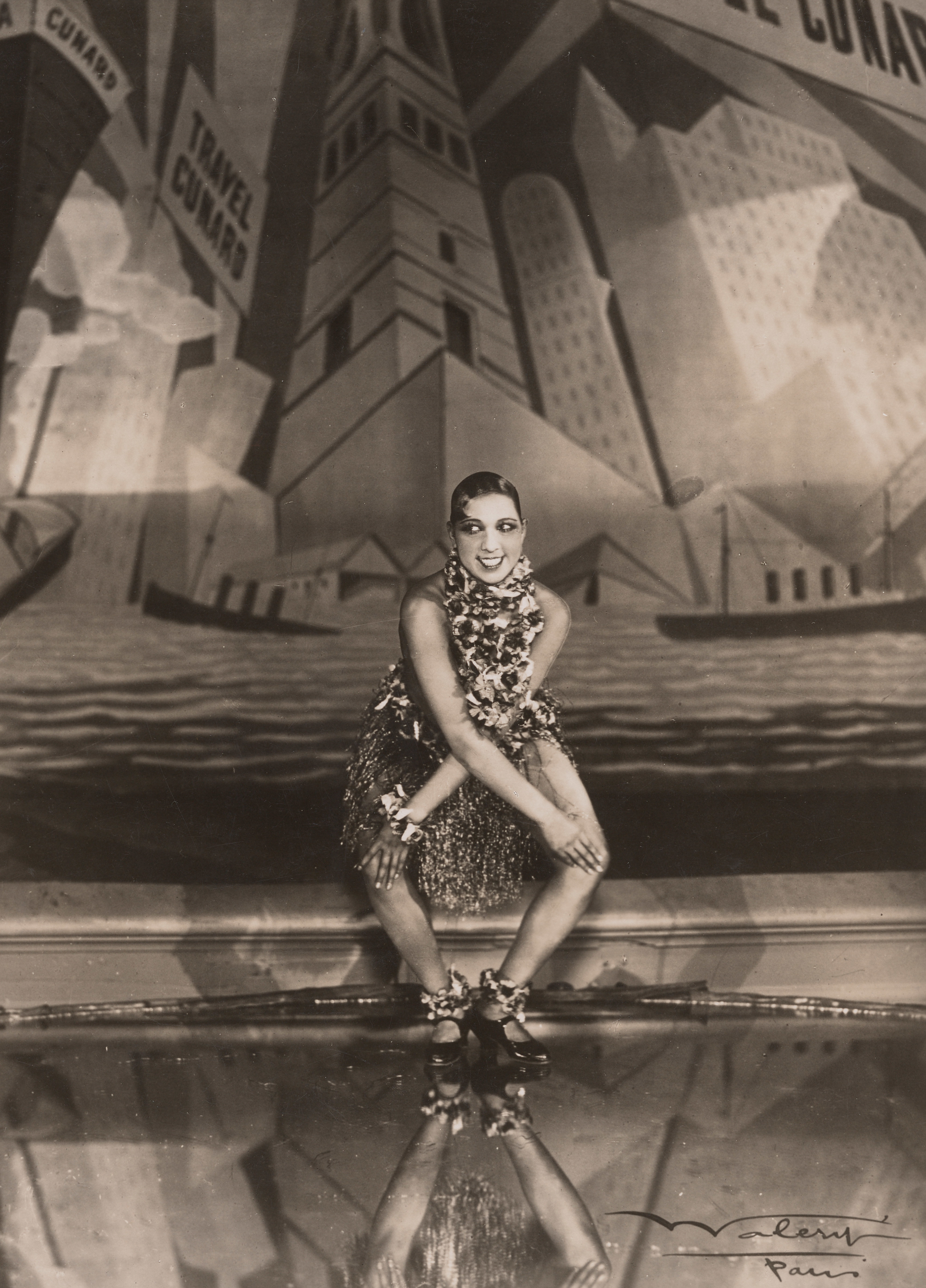
Josephine Baker tanzt Charleston im Folies Bergère, Paris,
Foto: Lucien Waléry, 1926

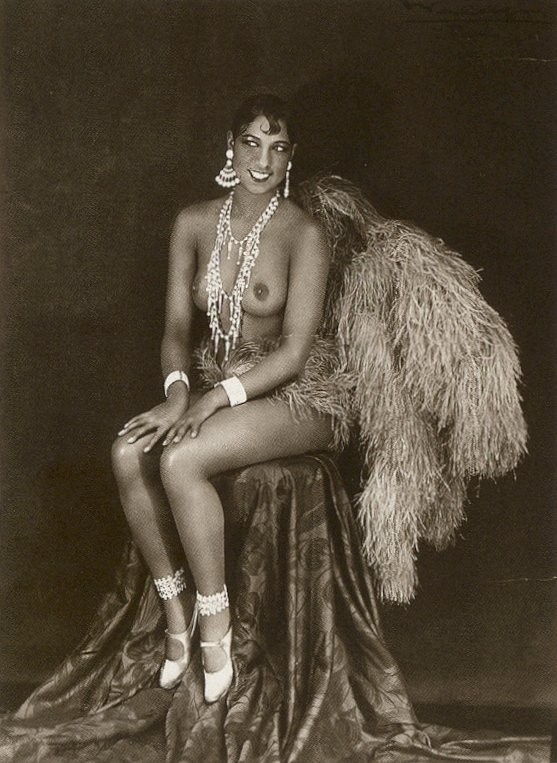
Josephine Baker in der Attitüde eines Burlesque-Showgirls, 1927. Foto: Ders.

Ihre Laufbahn begann mit 16 Jahren am Standard Theatre in Philadelphia. Anschließend ging sie nach New York und erhielt ein Engagement in einer Vaudeville-Truppe, mit der sie ein halbes Jahr durch die USA tourte. Von 1922 bis 1924 war sie Chorus-Girl in der Musical-Komödie Shuffle Along in New York und trat dann in der schwarzen Revue The Chocolate Dandies auf. In New York machte Baker Bekanntschaft mit dem damals in den USA äußerst populären und bekannten deutschen Dichter Karl Gustav Vollmoeller. Dieser war seit vielen Jahren als Talentsucher und -förderer für Tänzerinnen und Schauspielerinnen tätig. Er vermittelte Baker Engagements in Berlin und Paris. Nach Auftritten im New Yorker Plantation Club verpflichtete sie sich für La Revue Nègre, die am 2. Oktober 1925 in Paris im Théâtre des Champs-Elysées Premiere hatte.

### Star des Pariser Revuetheaters
Mit ihrem Tanz eroberte sie das Pariser Publikum im Sturm, das erstmals einen Charleston zu sehen bekam. André Levinson schrieb begeistert: „Josephine ist kein groteskes schwarzes Tanzgirl mehr, sondern jene Schwarze Venus, die den Dichter Baudelaire in seinen Träumen heimsuchte.“ Weitere Stationen mit La Revue Nègre waren Brüssel und Berlin, wo sie am 14. Januar 1926 im Nelson-Theater am Kurfürstendamm erstmals in Deutschland auftrat. Bei ihren Nackttänzen in der Nelson-Revue trat sie meist ohne den Schurz aus Bananen auf.
Anlässlich ihres Engagements in Berlin war Baker häufiger Gast in Karl Gustav Vollmoellers Berliner Wohnsitz am Pariser Platz. Wie es bei diesen Treffen zuging, hat Harry Graf Kessler in einigen seiner Tagebucheintragungen festgehalten, so am 13. Februar 1926:
„Um eins, nachdem gerade meine Gäste gegangen waren, rief Max Reinhardt an, er sei bei Vollmoeller, sie bäten mich beide, ob ich nicht noch hinkommen könne? Miss Baker sei da, und nun sollten noch fabelhafte Dinge gemacht werden. Ich fuhr also zu Vollmoeller in seinen Harem am Pariser Platz und fand dort außer Reinhardt und Huldschinsky zwischen einem halben Dutzend nackter Mädchen auch Miss Baker, ebenfalls bis auf einen roten Mullschurz völlig nackt, und die kleine Landshoff (eine Nichte von Sammy Fischer) als Junge im Smoking (…) Die nackten Mädchen lagen oder tänzelten zwischen den vier oder fünf Herren im Smoking herum, und die kleine Landshoff, die wirklich wie ein bildschöner Junge aussieht, tanzte mit der Baker moderne Jazztänze zum Grammophon.“
1926 und 1927 war sie der Star der Folies Bergère. Sie trat in zwei Revuen von Louis Kenarchand auf, in der sie mit ihrem berühmten Bananenröckchen tanzte.

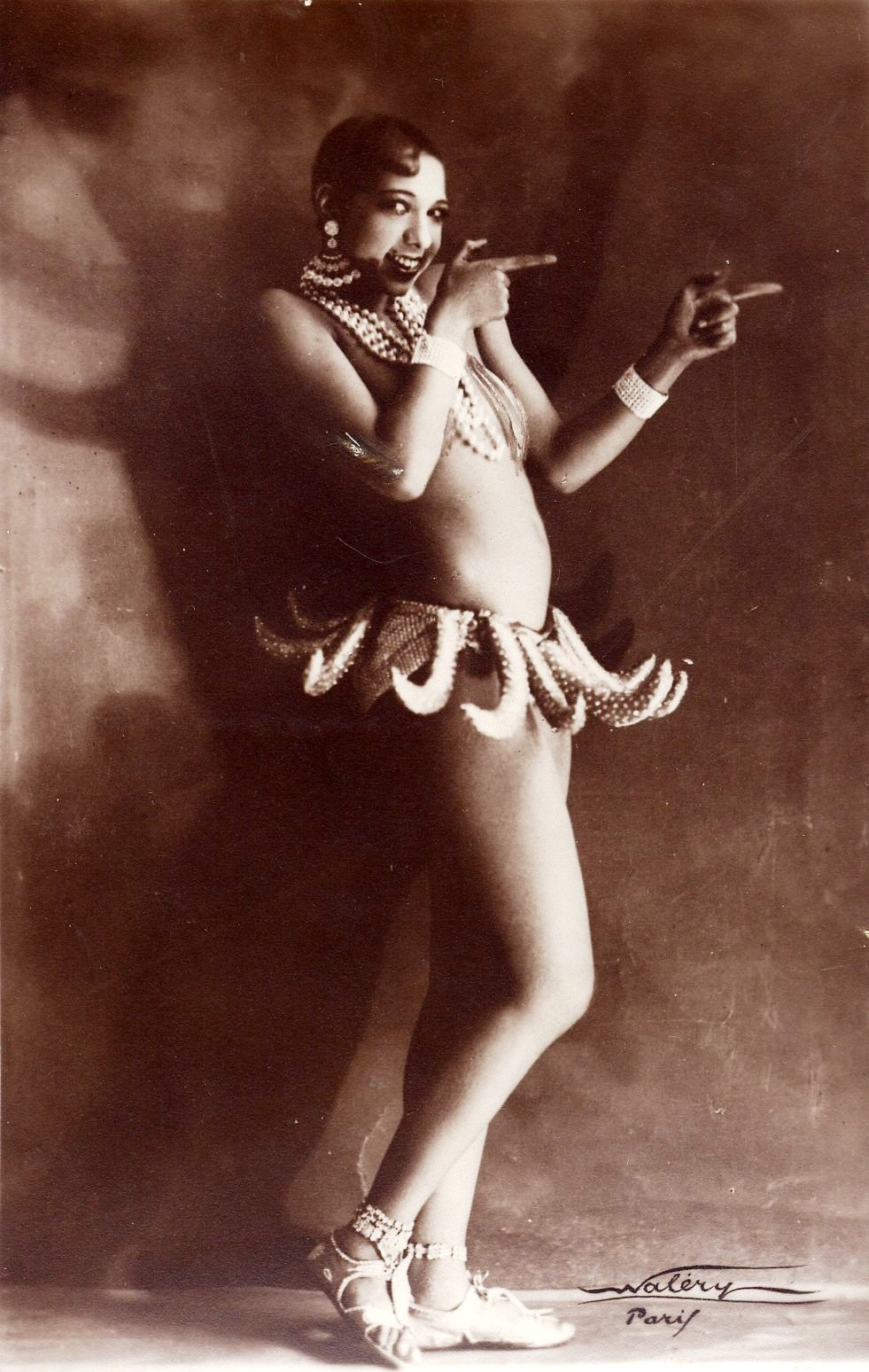
Josephine Baker im Bananenröckchen aus der Folies-Bergère-Produktion Un Vent de Folie, 1927. Foto: Ders.

Am 3. Juni 1927 heiratete sie den sizilianischen Steinmetz Giuseppe Pepito Abatino, der bereits zuvor künstlerisch in ihren Shows mitgewirkt hatte. Abatino, der sich als Graf Di Albertini ausgab, wurde darauf ebenfalls Josephine Bakers Manager. Baker trug nun aus Gründen der Publicity als erste schwarze Amerikanerin einen europäischen Adelstitel. Der österreichische Architekt Adolf Loos entwarf 1928 ein Haus für Josephine Baker mit schwarz-weiß gestreifter Marmorfassade, das jedoch nie gebaut wurde. Wegen ihrer Kostüme und Nackttänze erhielt sie Auftrittsverbote in Wien, Prag, Budapest und München, was sie umso interessanter für das Publikum machte. An Bord des Passagierdampfers Giulio Cesare sang sie in der Kabine für Le Corbusier, der sie nackt zeichnete und daraufhin neue Bauten aus dem Geiste ihres Tanzes forderte; er baute nach der Begegnung die „Villa Savoye“.

### Sängerin

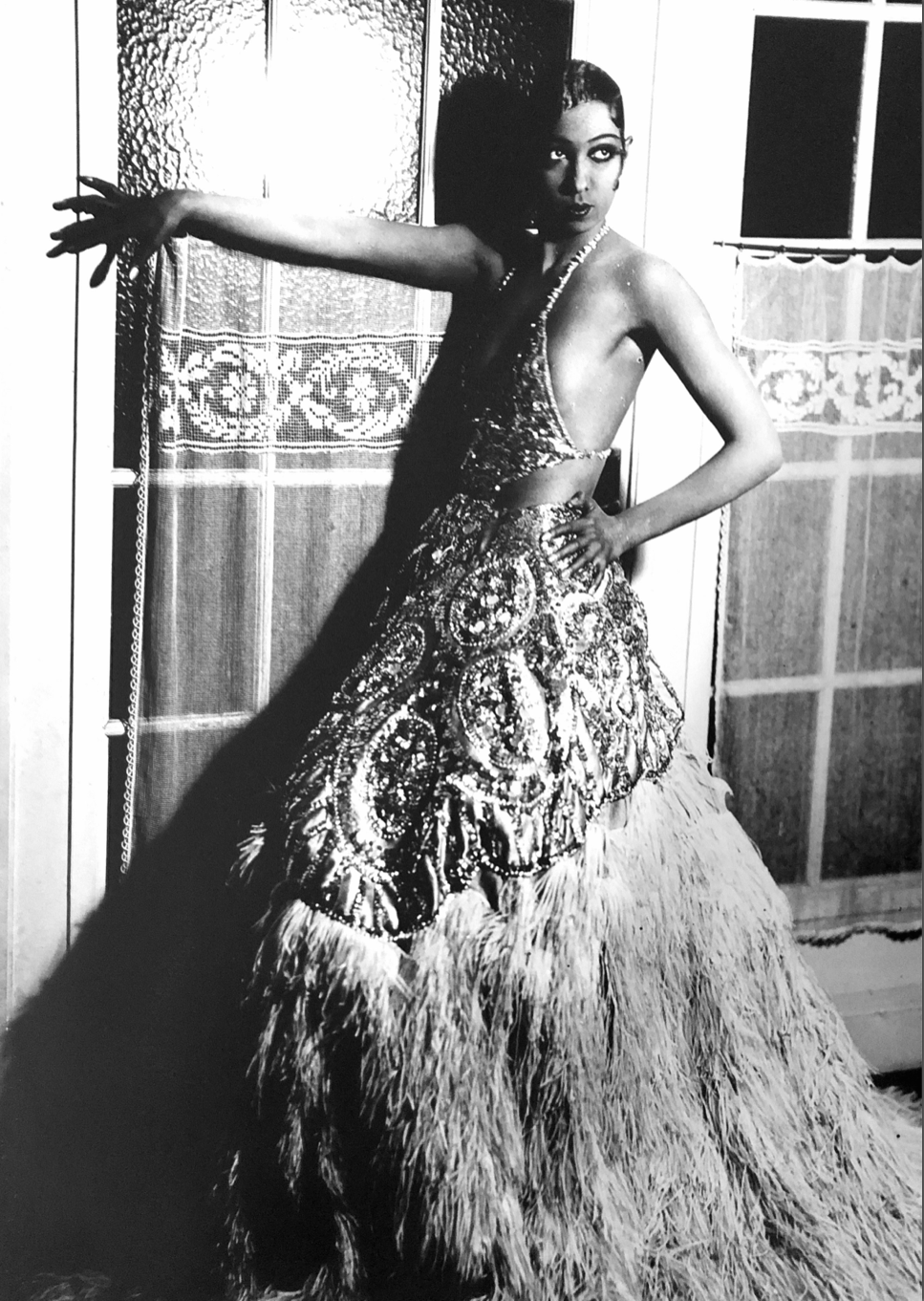
Josephine Baker, Stadttheater Bern, Foto: Fred Erismann, 1930

Nach einer Tournee durch Osteuropa und Südamerika trat sie vor allem als Sängerin in Erscheinung. J’ai deux amours, Aux Îles Hawaï und Pretty Little Baby zählten zu ihren erfolgreichsten Liedern. Sie spielte u. a. die Hauptrolle in den Filmen La Sirène des Tropiques 1927, Zouzou 1934 und Princesse Tam-Tam 1935. Mit den Comedy Harmonists, der Exilgruppe der Comedian Harmonists, nahm sie 1935 in Paris das Lied Sous le Ciel d’Afrique auf. Schnell wurde sie zur erfolgreichsten US-amerikanischen Unterhalterin in Frankreich. In den USA hatte sie unter Rassismus zu leiden und fiel 1936 mit einer Show der Ziegfeld Follies durch; darunter litt sie sehr. Durch ihre Heirat mit dem Industriellen Jean Lion am 30. November 1937 erhielt Josephine Baker die französische Staatsbürgerschaft; die Ehe wurde 1942 geschieden.

### Résistance-Mitglied im Zweiten Weltkrieg

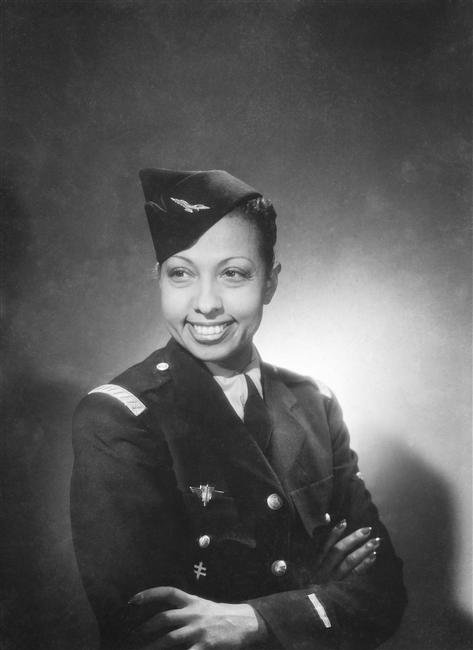
Baker als Sous-Lieutenant der französischen Armée de l’air, 1948

Den Zweiten Weltkrieg erlebte Baker in Frankreich und Nordafrika. Als Besitzerin eines Pilotenscheins stieß sie bei Kriegsbeginn zu den Infirmières Pilotes Secouristes de l’Air (IPSA, zu Deutsch etwa „Fliegende Krankenschwestern, Pilotinnen, Sanitäterinnen“). Die 1934 aufgestellten IPSA versorgten mit französischen Rot-Kreuz-Flugzeugen transportierte Patienten, dienten aber auch als Pilotinnen. Nach dem Waffenstillstand von Compiègne im Juni 1940 arbeitete Baker für die Résistance und den Geheimdienst. Im Mai 1944 ging sie zur Luftwaffe des Freien Frankreich und wurde dort Propagandaoffizier mit dem Dienstgrad Sous-Lieutenant (Unterleutnant).
Für ihre Verdienste erhielt Baker 1957 das Croix de Guerre und wurde gleichzeitig in die Ehrenlegion aufgenommen. Die offizielle Verleihungszeremonie erfolgte 1961 durch den ehemaligen Chef der französischen Luftwaffe (Armée de l’air), General Martial Valin. Daneben wurde Baker bereits 1946 mit der Médaille de la Résistance ausgezeichnet, zuletzt besaß sie außerdem zwei weitere Gedenkmedaillen für ehemalige Kriegsteilnehmer.

### Bürgerrechtlerin und Schlossherrin
1947 heiratete sie in fünfter Ehe ihren Orchesterleiter Jo Bouillon. Die beiden blieben bis 1957 zusammen; die Ehe wurde 1961 geschieden. Von Frankreich aus unterstützte Baker die US-amerikanische Bürgerrechtsbewegung schon in den 1950er Jahren. Am 28. August 1963 war sie als einzige weibliche Rednerin zum Marsch auf Washington vor dem Lincoln Memorial durch Martin Luther King Jr. eingeladen. Sie protestierte auf ungewöhnliche Weise gegen Rassismus, indem sie zwölf Waisenkinder unterschiedlicher Hautfarben adoptierte: die Jungen Akio (Koreaner), Janot (Japaner), Luis (Kolumbianer), Jarry (Finne), Jean-Claude („Kanadier“, eigentlich Franzose, 1943–2015), Moïse (Franzose und Jude), Koffi (Ivorer), Mara (Venezolaner), Noël (Franzose) und Brahim (Algerier) sowie die Mädchen Marianne (Französin) und Stellina (Marokkanerin). Auf diese Weise gründete sie eine Familie (von ihr als „Regenbogenfamilie“ bezeichnet), mit der sie, unter manchmal schwierigen finanziellen Bedingungen, auf Schloss Les Milandes im südfranzösischen Perigord lebte. Nach Aussage ihres Sohnes Brahim Bouillon-Baker verstand sich Josephine Baker als Kommunistin.

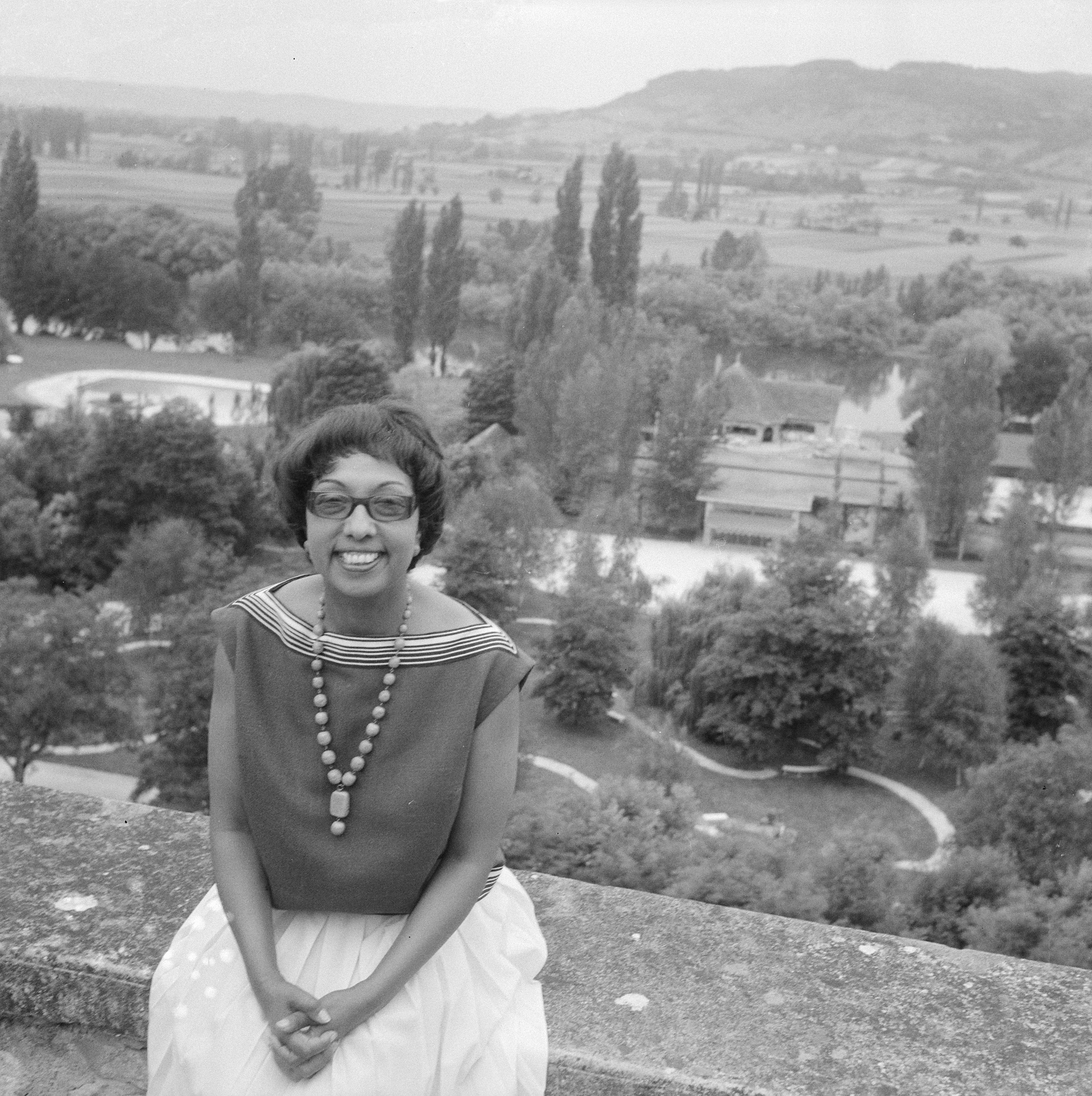
Josephine Baker 1961 auf Schloss Les Milandes

1960 wurde Josephine Baker Mitglied der Freimaurer in der Loge Nouvelle Jérusalem der Grande Loge Féminine de France.

### Karriereende, Tod und Aufnahme ins Pariser Panthéon
1956 kündigte sie ihren Rückzug von der Bühne an, feierte aber 1961 ein Comeback und trat 1973 erfolgreich in der Carnegie Hall auf. Am 8. April 1975 war die Premiere ihrer Show Joséphine im Pariser „Bobino“-Theater, in dem sie ihr 50-jähriges Bühnenjubiläum feierte. Ein Audiomitschnitt dieser letzten Show wurde auf einer Doppel-LP und später auch auf CD veröffentlicht.
Kurz darauf erlitt sie eine Gehirnblutung, an deren Folgen sie am 12. April 1975 in Paris starb. An der katholischen Trauerfeier in La Madeleine in Paris nahmen Gracia Patricia von Monaco und der französische Kulturstaatssekretär Michel Guy teil. Baker erhielt ein französisches Militärbegräbnis und wurde in Monaco auf dem Cimetière de Monaco bestattet.
Am 30. November 2021 wurde Baker in das Pariser Panthéon aufgenommen. Sie ist damit die erste schwarze Frau, der diese Ehre zuteilwurde. Der Sarg wurde jedoch nur symbolisch beigesetzt und mit Erde aus den USA, Frankreich und Monaco gefüllt. Ihr Grab in Monaco bleibt auf Wunsch der Familie bestehen.
Josephine Baker schrieb mehrere Autobiografien, die jeweils eine andere Geschichte über ihre Karriere und ihre Familie erzählen.
Im Jahr 2023 widmete ihr die Kunst- und Ausstellungshalle der Bundesrepublik Deutschland in Bonn die Ausstellung Josephine Baker. Freiheit – Gleichheit – Menschlichkeit.

## Filmografie
- 1927: Die Frauen von Folies Bergère
- 1927: Die Königin der Revue (La revue des revues)
- 1927: Papitou (La sirène des tropiques)
- 1928: Le pompier des Folies Bergère
- 1929: La folie du jour
- 1934: Zouzou
- 1935: Princesse Tam-Tam
- 1940: Moulin Rouge
- 1945: Fausse alerte
- 1954: An jedem Finger zehn
- 1955: Carosello del varietà
- 1963: Grüße aus Zürich

## Auszeichnungen und Ehrungen
- Médaille de la Résistance mit Rosette (1946)[22][23]
- Privataudienz bei Papst Pius XII. (1948)[24]
- Ritter der Ehrenlegion (1957)[23]
- Croix de Guerre, mit Palme (1957)[23]
- Der Venuskrater Baker (1994)[25]
- Médaille commémorative des services volontaires dans la France libre (Verleihungsjahr unbekannt)[23]
- Médaille commémorative française de la guerre 1939–1945 (Verleihungsjahr unbekannt)[23]
- Widmung des 20. Mai durch die NAACP (National Association for the Advancement of Colored People) in Anerkennung ihrer Verdienste im Kampf gegen den Rassismus[26]
- Benennung des Place Joséphine Baker im 14. Pariser Arrondissement
- Aufnahme ins  Pariser Panthéon (2021)

## Filme
- Joséphine Baker. Schwarze Diva in einer weißen Welt. Film von Annette von Wangenheim über Bakers Leben und Werk aus schwarzer Perspektive, WDR/3sat, 2006.
- Joséphine Baker: Black Diva in a White Man’s World. Film by Annette von Wangenheim, Trailer – ArtMattan
- Joséphine Baker, Ikone der Befreiung. Dokumentation von Ilana Navaro, Frankreich, 2017, 54 Minuten, dt. Fassung gesendet auf Arte, 2019.